# Kanał Liwia Łuża
Kanał Liwia Łuża (też Liwskie Ujście) – kanał wodny na Wybrzeżu Trzebiatowskim, w gminie Rewal, w woj. zachodniopomorskim o długości ok. 1 km, który łączy jezioro Liwia Łuża z Morzem Bałtyckim. 
Przy północnych silnych wiatrach, w czasie sztormów, poprzez Kanał Liwia Łuża spiętrzone wody wlewają się do jeziora, powodując zjawisko cofki, sięgającej do Kanału Lądkowskiego. Odpływ wody z Liwiej Łuży do morza następuje przy wysokich stanach wody w jeziorze.
Obszar wokół Kanału Liwia Łuża charakteryzuje się specyficzną zmiennością krajobrazu, pozostającego pod wpływem zachodzących współcześnie procesów geomorfologiczno-hydrologicznych. Procesy te są związane z okresową wymianą wód pomiędzy jeziorem a morzem. Działalność przyrody skutkuje: 
- przepływem wody w obie strony,
- tworzeniem się stożka delty wstecznej usypywanej na obszarze rezerwatu przy wyjściu kanału z jeziora,
- przemieszczaniem się lub zasypywaniem wejścia kanału do morza i usypywaniem okresowych, nietrwałych stożków napływowych w strefie plaży[2].

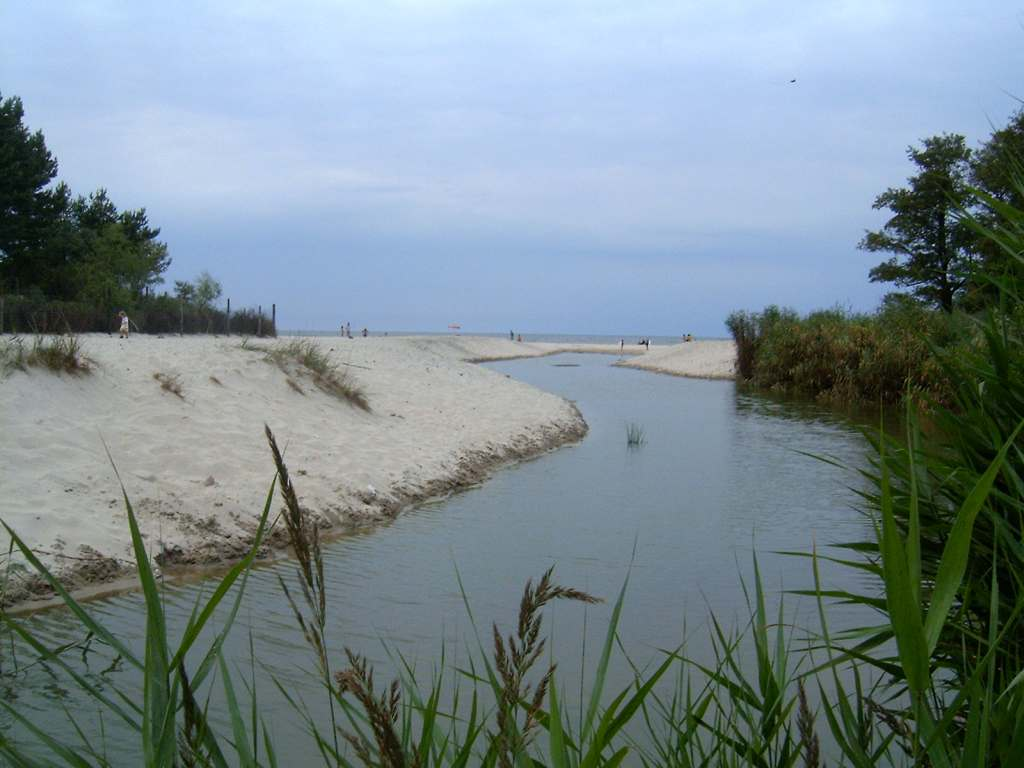
Kanał przed Bałtykiem

Na kanale wybudowano "wrota samoczynne", które w czasie trwania cofki uniemożliwiają napływ wód morskich w głąb kanału. 
Na obszarze morza w promieniu 0,5 km od ujścia kanału ustanowiono stały obwód ochronny, gdzie poławianie ryb i innych organizmów morskich jest zabronione.
Kanał stanowi granicę między obrębami geodezyjnymi "Niechorze" i "Pogorzelica". 
Nazwa kanału była wzmiankowana w 1270 r. jako Nifloza i z czasem uległa zgermanizowaniu do Liebelose. W 1949 roku zmieniono ciekowi niemiecką nazwę Liebelose na Liwskie Ujście i nadano status ujścia wody. Nazwa Liwskie Ujście funkcjonowała w literaturze w latach 60. XX wieku. W 2006 roku Komisja Nazw Miejscowości i Obiektów Fizjograficznych określiła nazwę Kanał Liwia Łuża i ustaliła ciek wodny jako kanał.